# Isandlwana
Isandlwana (také Isandhlwana) je izolovaný kopec, který se nachází v jihoafrické provincii KwaZulu-Natal 169 km od Durbanu. Jeho název označuje v zuluštině slez (jeden z kravských žaludků), který svým tvarem připomíná.
Místo je památné tím, že zde 22. ledna 1879 proběhla bitva u Isandlwany, v níž bojovníci Zululandu, kterým velel Ntshingwayo Khoza, odrazili britský pokus o invazi. Byl to ojedinělý případ, kdy domorodci vybavení zastaralými zbraněmi zvítězili nad britskou armádou. Krátce nato se nedaleko odehrála bitva o Rorke's Drift, kterou Britové vyhráli.
Podle hory je pojmenována fregata jihoafrického námořnictva SAS Isandlwana.